# Elizabetta Peralta Chiaromonte
Elizabetta Peralta Chiaramonte est une noble sicilienne,  brièvement comtesse de Malte entre 1391 et 1392.
Elle est la fille aînée et héritière de Manfredi III Chiaromonte, qui à sa mort en 1391 dirigeait la Sicile en l'absence de la reine Marie Ire de Sicile. 
Le 29 octobre 1388, elle épouse Nicola Peralta (it), noble sicilien issu d'une famille catalane avec une dot de 3000 onces et le fief de Bivona. 
Par son testament daté du 8 septembre 1390, son père lui lègue la possession des îles maltaises. À la mort de Manfredi en 1391, elle devient donc comtesse de Malte.
Marie Ire de Sicile et son époux Martin Ier de Sicile parviennent en 1392 à reconquérir la Sicile face à l'opposition armée de nombreux nobles siciliens. Parmi eux, Nicola Peralta, le mari d'Elizabetta et Andrea Chiaromonte, est décapité le 1er juin 1392 après la chute de Palerme, entrainant dans sa disgrâce la famille Chiaromonte. Toutes les possessions de la famille Chiaromonte sont alors confisquées et données en récompenses aux alliés des nouveaux souverains.
En 1396, au nom d'Elizabetta, Nicola Peralta occupe la terre de Bivona qui avait été confisquée après la disgrâce d'Andrea Chiaromonte. Finalement, le 2 décembre 1396, Martin Ier de Sicile accorde son pardon à Nicola Peralta, avec restitutions de quelques terres, mais pas de celle de Bivona, ni de la dot de 3000 onces qu'il n'a jamais pu récupérer.
Elizabetta et Nicola ont trois filles, citées lors du testament de Nicola Peralta le 16 octobre 1398, quelques jours avant sa mort :
- Giovanna, aînée et héritière, qui, sur ordre du roi Martin, épouse après la mort de son père Artale Luna, fils de Ferdinando Luna, seigneur de Villafelice et parent du roi. Elle meurt peu après et son mari épouse sa sœur et héritière, Margherita[3].
- Margherita : qui épouse Artale Luna, veuf de Giovanna Peralta.
- Constanza

## Sources
- (it) « Repertorio della feudalita Siciliana 1282-1390) » [PDF], sur storiamediterranea (consulté le 27 janvier 2015), p. 141